# 세스 피터슨

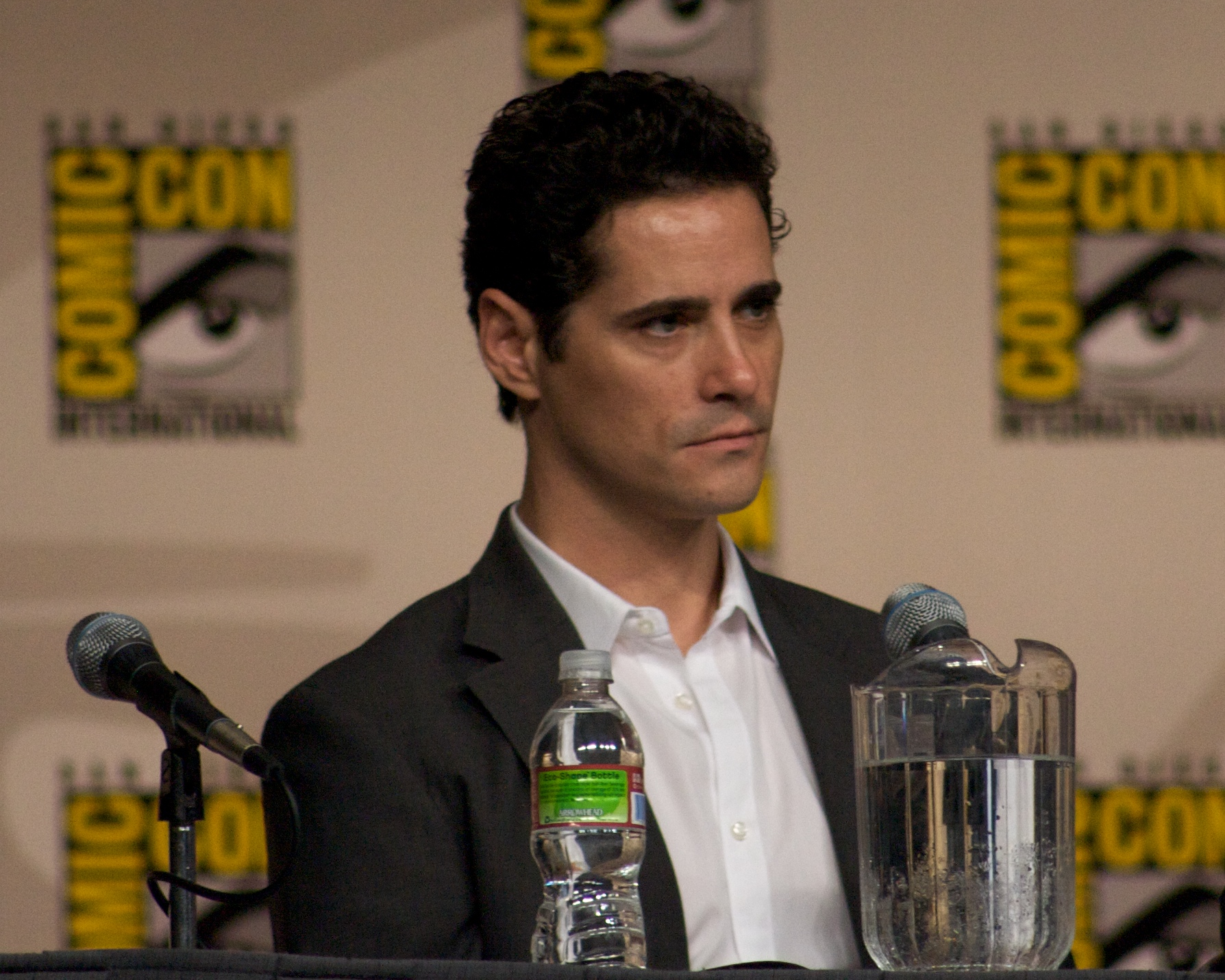

세스 피터슨(Seth Peterson, 1970년 8월 16일 ~ )은 미국의 영화배우, 시인, 텔레비전 배우이다.
할렘에서 태어났다.

## 방송
- 번 노티스 시즌6
- 번 노티스 시즌2
- 번 노티스 시즌1
- CSI 라스베가스 시즌7
- CSI 라스베가스 시즌4

## 영화
- 인텐트 (2014년) - 데이빗 맥도웰 역
- 번 노티스 시즌6 (2012년)
- 세도나 (2011년)
- 번 노티스 5 (2011년)
- 번 노티스 1 (2007년)
- 헤이트 크라임 (2005년)
- 페이디드 (2004년)
- 캡쳐드 (1998년)
- 더 이상 참을 수 없어 (1998년)
- 고질라 (1998년)